# Jan Březina (Philosoph)
Jan Březina (* 25. Februar 1930 in Milkov; † 8. Juli 1994 in Šternberk) war ein tschechischer Philosoph.
Jan Březina studierte von 1949 bis 1953 an der Palacký-Universität Olomouc. Er widmete sich vor allem dem Werk Jan Patočkas. Bis 1970 und danach wieder ab 1990 lehrte er an der Philosophischen Fakultät der Palacký-Universität, wo er auch 1993 habilitierte.
| Personendaten    | Personendaten           |
| ---------------- | ----------------------- |
| NAME             | Březina, Jan            |
| KURZBESCHREIBUNG | tschechischer Philosoph |
| GEBURTSDATUM     | 25. Februar 1930        |
| GEBURTSORT       | Milkov                  |
| STERBEDATUM      | 8. Juli 1994            |
| STERBEORT        | Šternberk               |